# Warangal
Warangal (tidligere kendt som Oragallu eller Ekasila Nagaram, telugu: వరంగల్) er en by i distriktet Warangal i den indiske delstat Telangana. Byen ligger 145 km nordøst for delstatshovedstaden Hyderabad. Warangal er det administrative sæde i Warangal-distriktet. Med Hanamkonda og Kazipet havde Warangal en befolkning på 1 356 298 personer ved folketællingen i 2001. Folketællingen i 2011 viste en befolkning i selve byen på 620 116.
Byen er et handelscenter i delstaten med tæppevæverier, silke - og bomuldsindustri. Den er mest kendt for sine granitstenbrud (først og fremmest sorte og brune typer), markeder med ris og chili, bomuld og tobak.
I byen er der også et tempel fra år 1162 og et historisk fort i sydøst.

## Historie
Warangal var hovedstad i et hindu-Shaivate-kongerige, der blev regeret af Kakatiya-dynastiet fra det 12. til det 14. århundrede. På det tidspunkt hed byen Orugallu, der kan oversættes til "en sten".  Hele byen var udhugget i en enkelt sten, deraf navnet Orugallu. Byen var også kendt som Ekasila Nagaram. Kakatiya-folket efterlod sig mange monumenter, herunder et imponerende fort, fire store byporte i sten, Swayambhu-templet, indviet til guden Shiva, og Ramappa templet, som er placeret på Ramappasøen.
Nayakerne overtog styret af byen fra Dehli-sultanatet og regerede byen i 50 år. Jalousi og gensidig rivalisering mellem Nayakene førte direkte til et fald i antallet af hinduer i år 1370, hvor Bahmani-sultanatet lykkedes at overtage magten. Bahmani-sultanatet blev senere opdelt i flere små sultanater, og af disse var det Golconda-sultanatet, der regerede over Waranga.
Mogulrigets kejser Aurangzeb erobrede Golconda i 1687, og det forblev en del af Mogulriget, indtil de sydlige provinser i kongeriget blev udskilt og senere blev til fyrstestaten Hyderabad. Dette skete i 1724 og omfattede Telangana-regionen og nogle dele af Maharashtra og Karnataka.
Hyderabad blev annekteret af Indien i 1948 og i 1956 opdelt i flere forskellige delstater, hvor den telegutalende region Telangana, der også omfatter Warangal, officielt blev en del af Andhra Pradesh.
Warangal har udviklet sig under den politiske og historiske indflydelse af de skiftende konger. Den udvikling og de historiske begivenheder, der fandt sted i Warangal-distrikter, er:
1. Kakatiya-tiden: 1260-1422
2. Overgangsperiode: 1422-1725
3. Asaf Jahi-tiden: 1725-1948
4. Moderne tid: i 1948 og frem.

## Geografi
Warangal har koordinaterne 18°00 ' n 79°35'Ø. Byen ligger som en del af Deccanplateauet gennemsnitligt 302 m over havets overflade.

## Klima
Warangal har et overvejende varmt og tørt klima. Somrene begynder i marts med maj måned som den varmeste med temperaturer på omkring 42 °C. Monsunen kommer i juni og varer indtil september med omkring 550 mm nedbør. En tør og mild vinter starter i slutningen af november og varer indtil begyndelsen af februar. Lav fugtighed og en gennemsnitlig temperatur på 22-23 °C gør dette til det bedste tidspunkt at besøge Warangal.